# Banco Popular da China
O Banco Popular da China (PBC ou PBOC, chinês simplificado: 中国人民银行) é o banco central da República Popular da China. Foi fundado em 1 de dezembro de 1948, mas apenas em 1983 o Conselho de Estado deu a função de banco central à instituição. A decisão foi reiterada no 3º Plenário do 8º Congresso Nacional do Povo, em 1995, com a aprovação do estatuto do banco central.